# Grimmia obtusata
Grimmia obtusata är en bladmossart som beskrevs av Georg Friedrich von Jaeger 1874. Grimmia obtusata ingår i släktet grimmior, och familjen Grimmiaceae. Inga underarter finns listade i Catalogue of Life.